# Millón

Visualización de potencias de diez de 1 a 1 millón

Un millón (1 000 000) es igual a mil millares, o 106. El concepto de millón también se puede expresar mediante el prefijo mega antepuesto a unidades del SI. Etimología: millón proviene del término italiano milione (del latín: mille).
| {\displaystyle {\text{Un millón}}=10^{6}=1\;000\;000\,} |

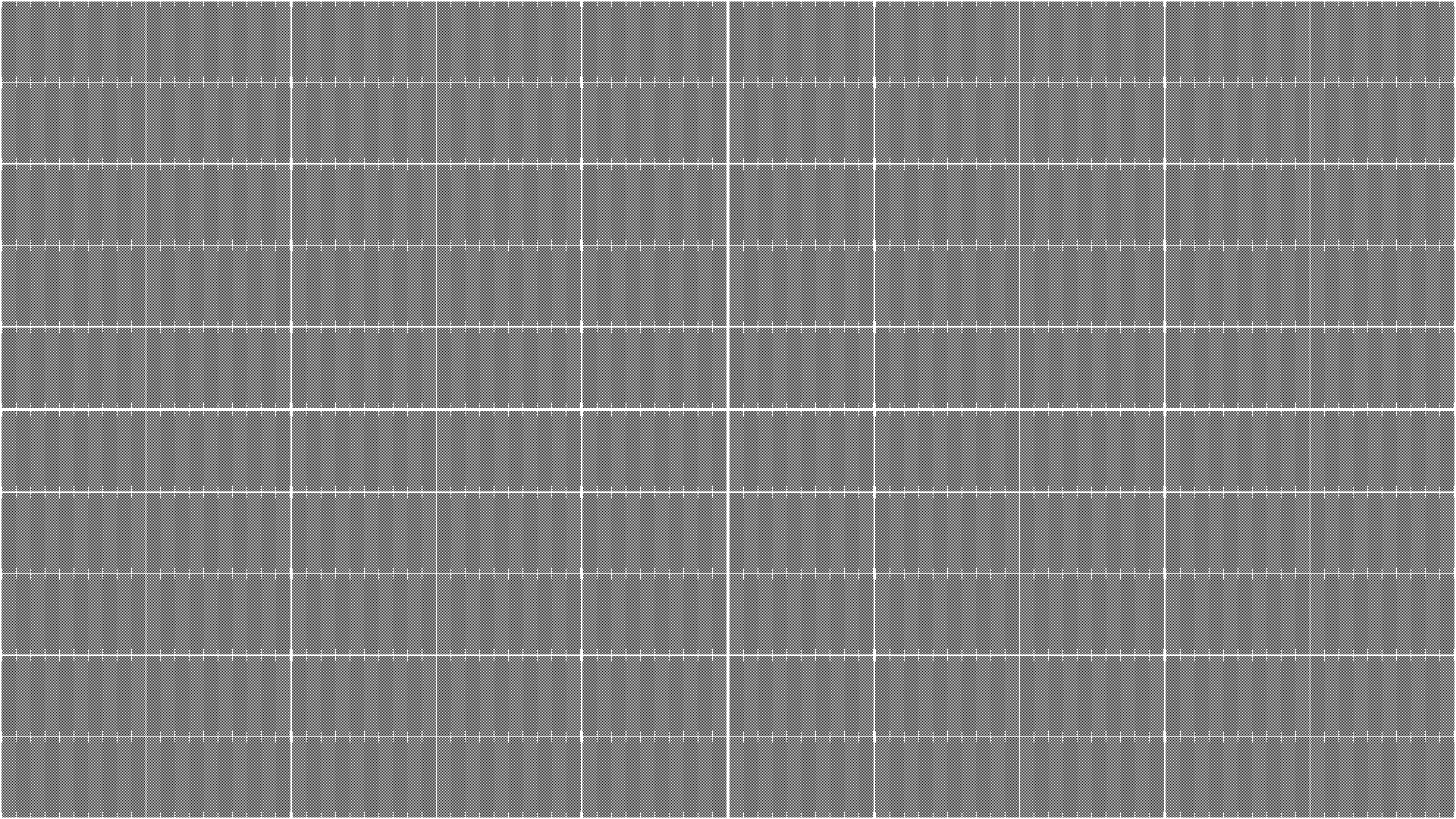
Un millón de puntos negros (píxeles).

En sentido figurado significa una gran cantidad indeterminada, por ejemplo un millón de besos.
Términos derivados: Millonario (persona muy acaudalada o poderosa); millonada (mucho: ganar una millonada); millonear (nadar en la abundancia).

## Historia
La palabra mil no se conoció sino hasta el año 1300. Hasta ese momento la palabra para expresar el mayor número de algo cuantificable que se mencionaba era "miríada", palabra griega que indica 10 000. Un caso conocido es que Arquímedes, al calcular el número de semillas de amapolas que él suponía que existían en el Universo, utilizó la expresión "miríadas de miríadas de miríadas" al no tener un concepto numérico mayor en ese momento.
En el siglo XVI los matemáticos Juan Pérez de Moya y Marco Aurelio Alemán dieron sendas definiciones de millón. Para el primero, un millón era lo mismo que un «cuento de cuentos de cuentos», siendo el cuento lo que hoy conocemos como millón, mientras que para el segundo millón y cuento eran sinónimos. Tanto en el Dorado contador de 1794 como en el Tratado elemental de matemáticas de 1821 se toma partido por la sinonimia de cuento y millón. 
En la actualidad millón es la acepción matemática de cuento, y aunque esta última palabra es poco usada, sigue presente en el Diccionario de la lengua española.

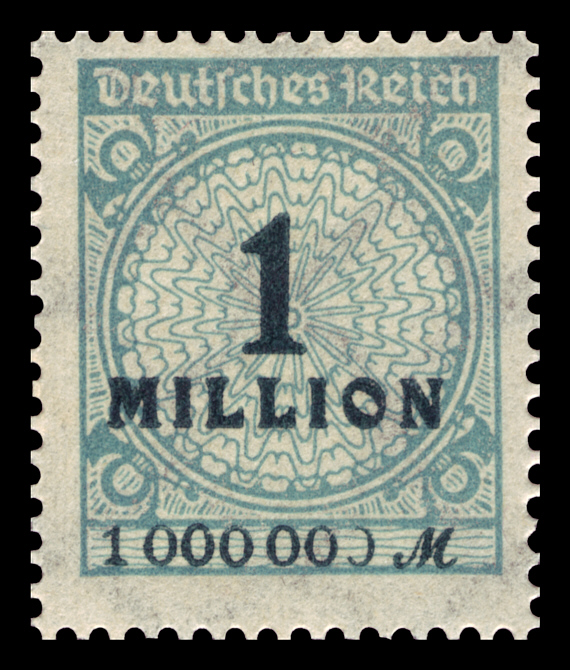
Sello alemán por un millón de marcos de 1923.